# Мессиан (проконсул)
Мессиан (лат. Messianus) — римский политический деятель второй половины IV века.
О происхождении Мессиана ничего неизвестно. В 385—386 годах он находился на посту проконсула провинции Африка. В 389 году Мессиан находился на посту комита частного имущества на Западе.